# Retrato de cardenal (Rafael)
Retrato de cardenal o El Cardenal, es una de las obras más conocidas del pintor italiano Rafael Sanzio. Es un óleo sobre tabla, pintado hacia el año 1510. Mide 79 cm de alto y 61 cm de ancho. Se conserva en el Museo del Prado de Madrid.
Fue pintado durante el papado de Julio II, cuando Rafael disfrutaba de gran éxito, realizando retratos de los diversos miembros de la curia. La identidad exacta del personaje permanece anónima, aunque se han avanzado diversas hipótesis.
Es un retrato de composición sobria pero muy meditada. El retratado se muestra de medio cuerpo, con sus ropas de cardenal representadas minuciosamente, con gran realismo, en particular la seda de la muceta, con brillos tornasolados. La posición del brazo, como apoyado en el reposabrazos de un sillón que no se ve, da mayor solidez al diseño: el blanco del tejido subraya el rojo de la seda, y la mano avanza hacia el espectador en escorzo, ayudando al efecto de profundidad. El rostro muestra una personalidad reflexiva y reservada, con una gran seguridad en sí mismo; «la mirada resulta un tanto profunda y, a pesar de la dureza que intenta transmitir, posee ciertos rasgos afables». Se detectan retoques en la posición de los ojos; rayos X han desvelado que el cabello era inicialmente más largo y que Rafael lo modificó. El color predominante es el rojo del vestido que destaca sobre fondo oscuro, casi negro. Del mismo color es el birrete del cardenal.
El cuadro representa a un cardenal, seguramente miembro de la corte papal de Julio II. No ha sido identificado con seguridad, a pesar de la numerosas suposiciones de los estudiosos, que han visto en él a Bernardo Dovizi da Bibbiena, Innocenzo Cybo, Francesco Alidosi, Scaramuccia Trivulzio, Alejandro Farnesio, Bandinello Sauli, Ippolito d'Este, Silvio Passerini, Antonio Ciocchi, Matthäus Schiner o Luis de Aragón. El mismo personaje aparece también en La disputa del Sacramento, del mismo autor.
Este tipo de retrato influyó en artistas posteriores como Tiziano y otros pintores de la escuela veneciana. Muestra notable fuerza psicológica, aunque es ambiguo y ello dificulta interpretar la mirada como astuta o inteligente.
Aunque no hay certeza documental, es bastante probable que perteneciera a un grupo de pinturas, extraídas por los franceses del Vaticano en 1797 tras el Tratado de Tolentino, que el rey Carlos IV compró en 1803. Llegó a la colección real española bajo la atribución a Antonio Moro, justificada por la técnica minuciosa, que parecía inusual en Rafael, y sobre todo porque en España se desconocía entonces su labor como retratista. Posteriormente ingresó en el Museo del Prado.